# Маячное (Приморский край)
Мая́чное — село в Хасанском районе Приморского края, входит в состав Краскинского городского поселения.

## Географическое положение
Село находится на берегу бухты Экспедиции залива Посьета, на автомобильной трассе А189 Раздольное — Хасан, на расстоянии 85 км (по автодорогам) от посёлка городского типа Славянка, административного центра района, и 250 км (по автодорогам) от города Владивосток, административного центра края.

## История
Основано в 1880 году. В 1972 году в ходе программы по ликвидации китайских названий село Ханси переименовано в Маячное.

## Население
| 2002 | 2010 |
| ---- | ---- |
| 2    | ↘0   |

## Транспорт
Ближайшая железнодорожная станция находится на расстоянии 6 км к югу в селе Лебединое.

## Археология
Близ села были обнаружены стоянки древних людей эпохи неолита и ранней бронзы.